# Parco di Muskau
Il Parco di Muskau (in tedesco: Muskauer Park e in polacco: Park Mużakowski) è il più grande e il più famoso parco in stile inglese della Germania e della Polonia. Si estende per circa 3,5 km2 di terreno in Polonia e 2,1 km2 in Germania 545 su entrambi i lati del fiume Nysa Łużycka, che costituisce il confine tedesco-polacco. Il centro del parco appartiene alla città tedesca di Bad Muskau. Il parco fu costruito a partire dal 1815.
Mentre il castello di Muskau si trova a ovest del fiume, il cuore del parco è l'area rialzata parzialmente boscosa sulla riva orientale chiamata The Park on Terraces. Nel 2003 è stato ricostruito un ponte pedonale che attraversa la Neisse per collegare entrambe le parti. Progettato come un dipinto con piante, il parco utilizza piante autoctone, giochi d'acqua, ponti e sentieri per migliorare la bellezza naturale intrinseca del sito.
Il 2 luglio 2004 l'UNESCO ha iscritto il parco nella lista dei patrimoni dell'umanità, citando la sua importanza per lo sviluppo dell'architettura del paesaggio come disciplina vera e propria.

## Storia

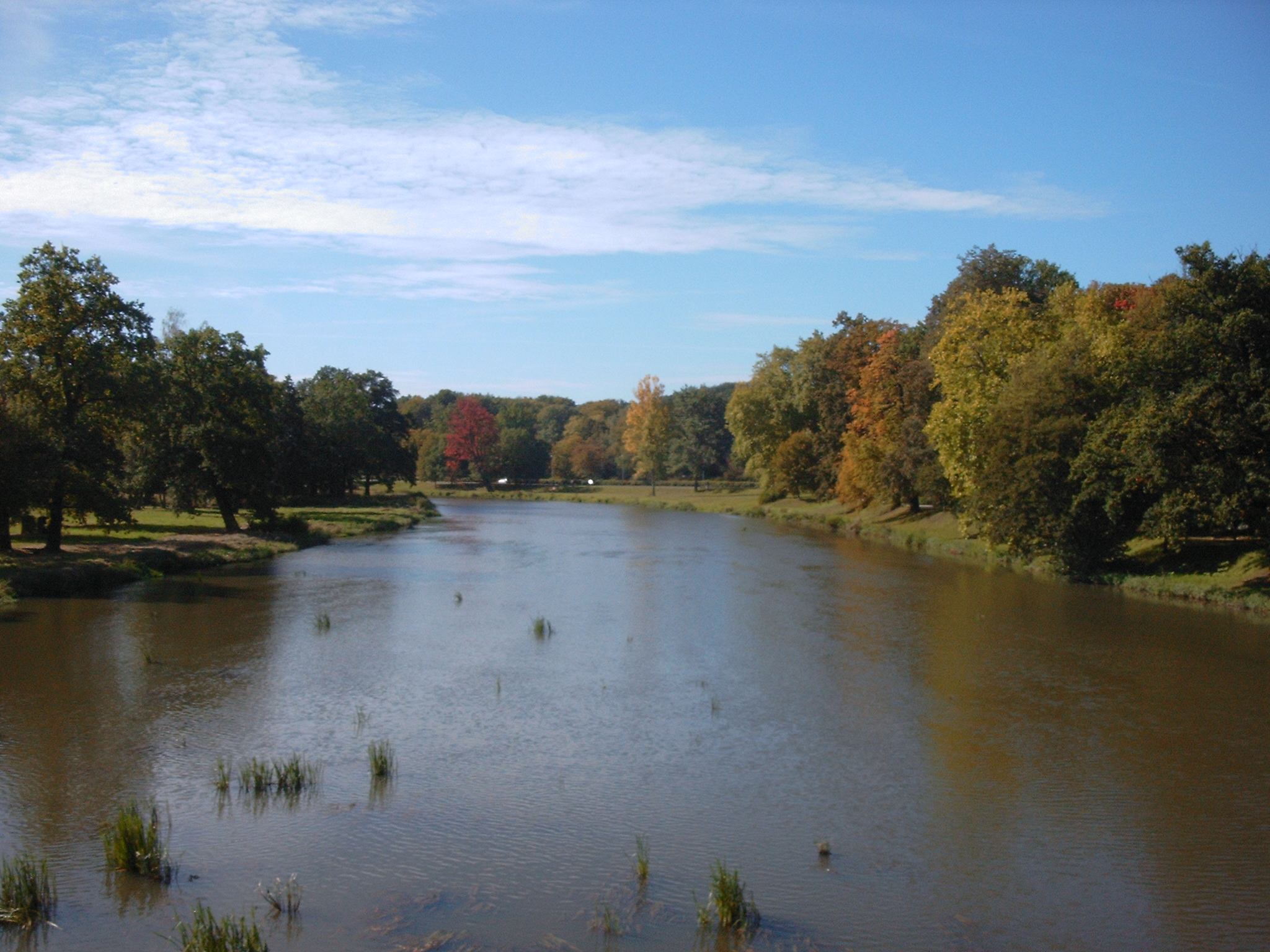
Il fiume Neisse nel Parco di Muskau

Una fortezza sul Neisse a Muskau fu menzionata per la prima volta già nel XIII secolo sotto il regno del margravio Enrico III di Meissen. Il fondatore del parco fu il principe Hermann von Pückler-Muskau (1785-1871), l'autore di Hints on Landscape Gardening e proprietario di Bad Muskau dal 1811. Dopo prolungati studi in Inghilterra, nel 1815, durante il periodo in cui la parte nord-orientale dell'Alta Lusazia cadde in mano alla Prussia, progettò il parco. Mentre il tempo passava, stabilì una scuola internazionale di gestione dei paesaggi a Bad Muskau e auspicò la costruzione di un parco paesaggistico che avrebbe circondato la città "in un modo mai fatto prima in così grande scala". Anche sua moglie Lucie von Hardenberg ha contribuito al progetto del parco.

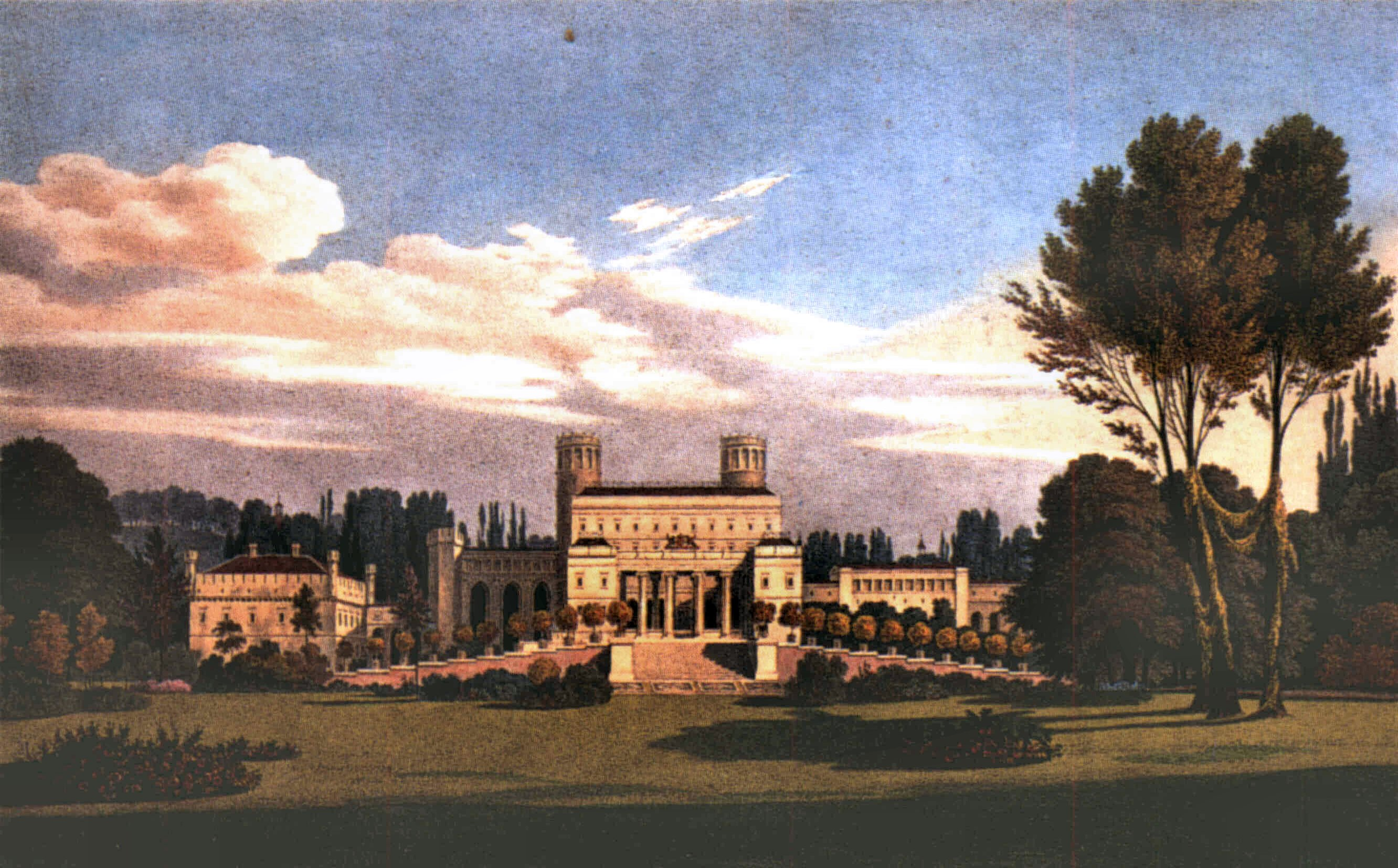
Il Castello di Muskau, 1834

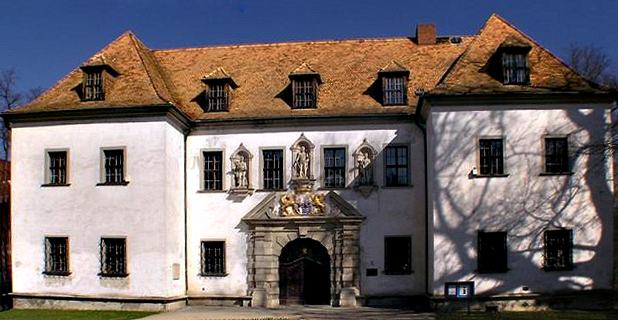
Il vecchio castello

Le opere includevano il rimodellamento del barocco "castello vecchio" - in realtà un ex cancello del castello - e la costruzione di una cappella neogotica, un cottage inglese, diversi ponti e un'orangerie progettata da Friedrich Ludwig Persius. e la costruzione di una cappella gotica, un cottage inglese, diversi ponti e un'orangerie progettata da Friedrich Ludwig Persius. Pückler ricostruì il castello come centro del parco, con una rete di itinerari che si irradiano dall'edificio e che si irradiano da essa e un luogo di piacere influenzato dalle idee di Humphry Repton, il cui figlio, John Adey, lavorò a Muskau dal 1822 in poi. Gli ampliamenti andarono avanti fino al 1845, quando Pückler, a causa dei suoi enormi debiti, fu costretto a vendere il suo patrimonio. Tutto fu comprato dal principe Federico dei Paesi Bassi,  che impiegò Eduard Petzold, allievo di Pückler e conosciuto giardiniere paesaggistico, per completare l'opera. Alla sua morte, avvenuta nel 1881, gli subentrò la figlia, la principessa Marie, che vendette le tenute alla famiglia Arnim.
Durante la battaglia di Berlino entrambi i castelli furono distrutti e tutti e quattro i ponti sul Neisse rasi al suolo. Il conte von Arnim-Muskau fu espropriato dall'amministrazione militare sovietica in Germania e dall'attuazione della linea Oder-Neisse nel 1945, il parco è stato diviso dal confine di stato tra Polonia e Germania, con due terzi dell'estensione del parco su territorio polacco. Il vecchio castello fu infine ricostruito dall'amministrazione della Germania Est nel 1965-1972 dopo avere gradualmente accettato l'eredità del principe "Junker" Pückler. Il ponte inglese sul fiume Neisse è stato riparato e riconsacrato il 17 ottobre 2011, dopo essere stato demolito con esplosivi nel 1945.
Dopo le rivoluzioni del 1989, le amministrazioni tedesca e polacca hanno unito le forze per la riqualificazione dell'insieme del parco. Da quando la Polonia è entrata a far parte dell'area Schengen nel 2007, i visitatori possono esplorare liberamente entrambe le parti del parco senza controlli alle frontiere.

## Note

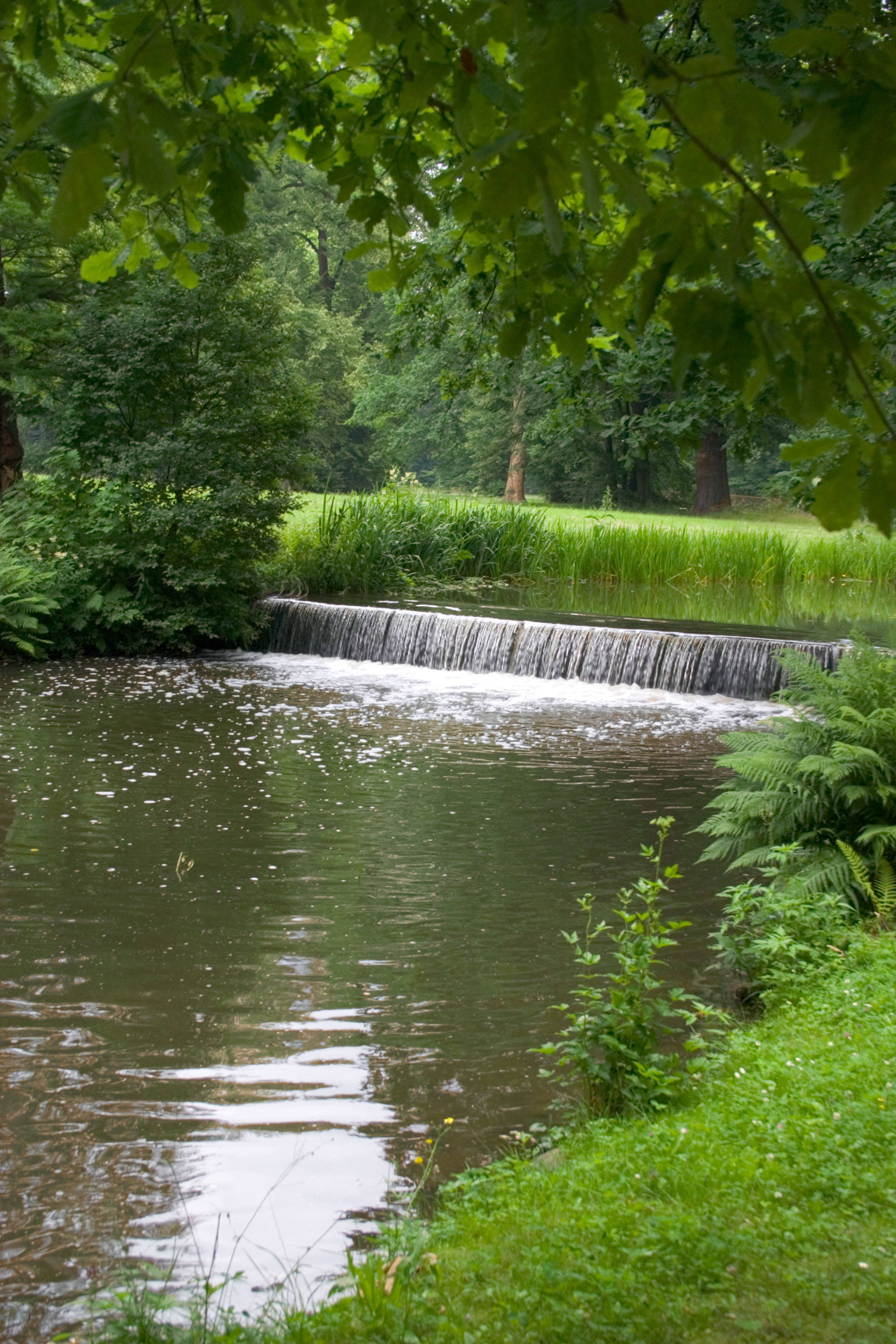
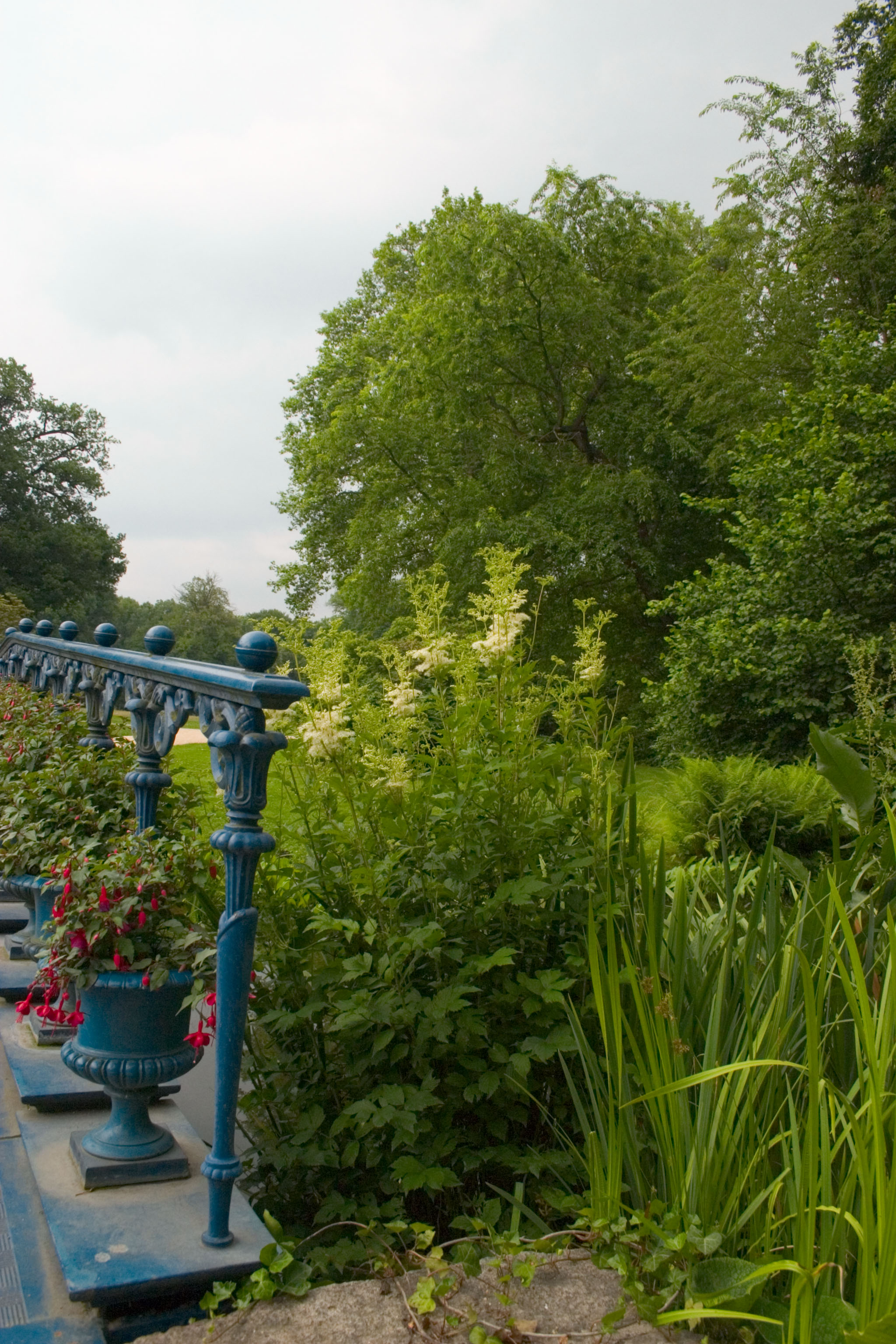
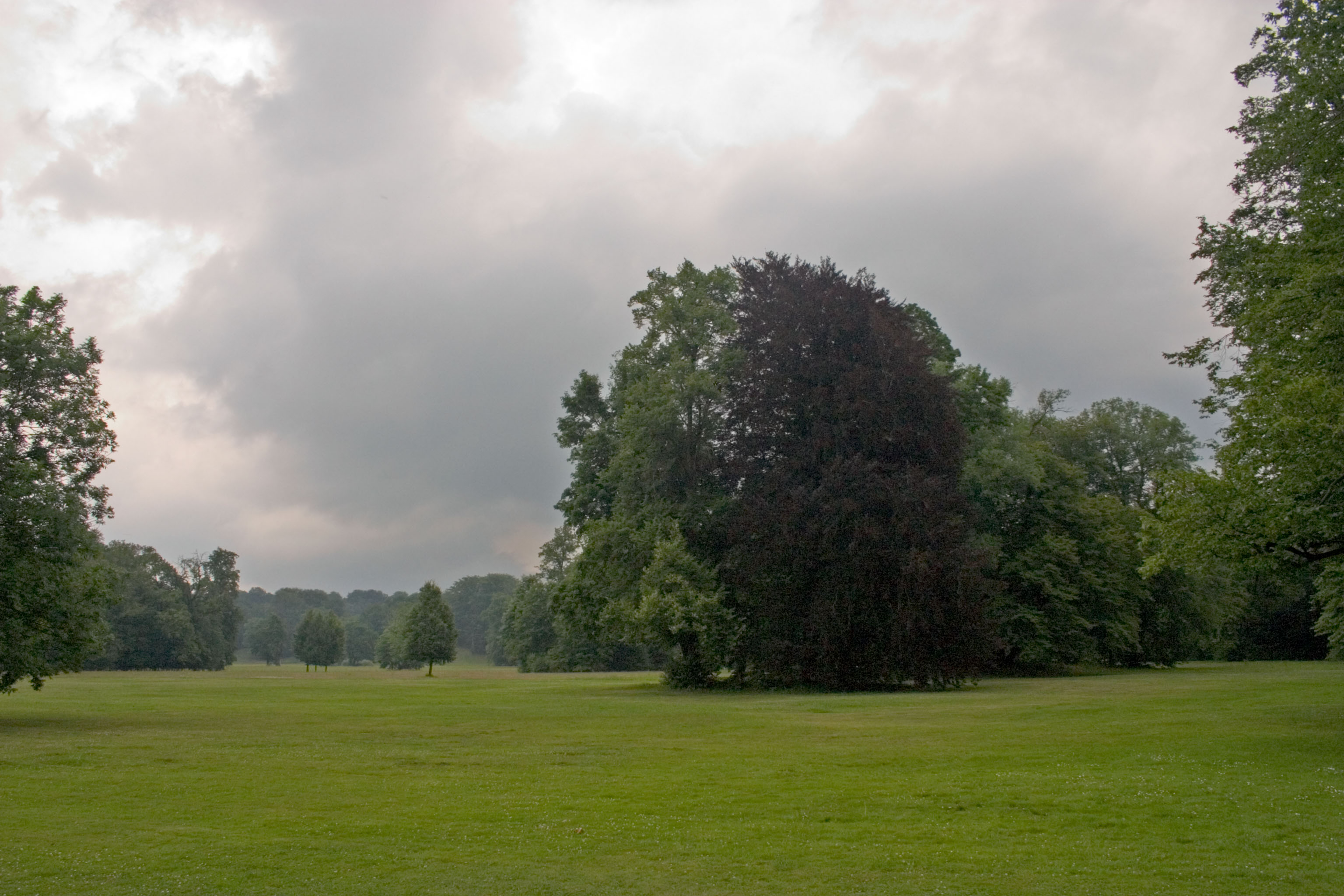
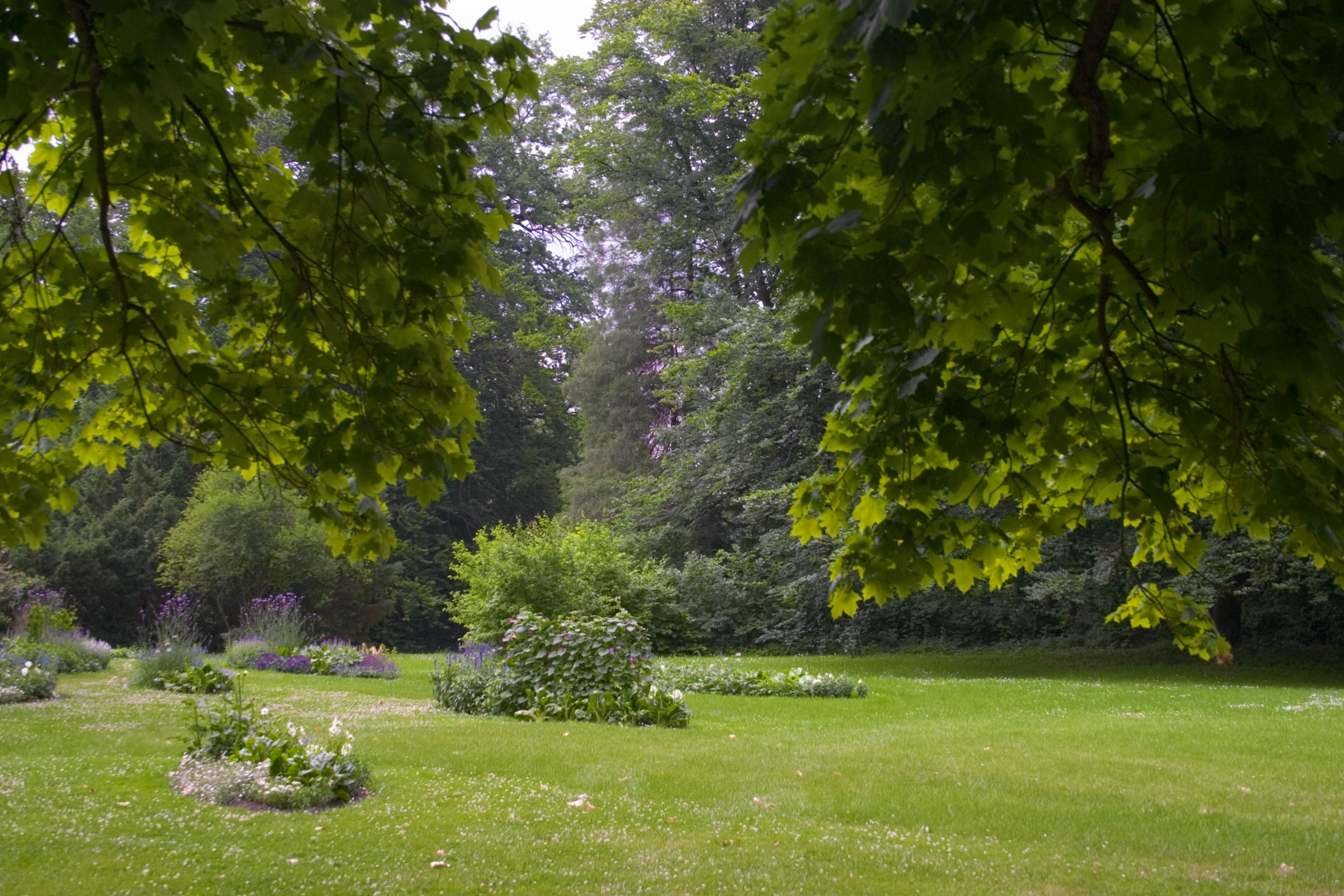

## Film
- Da questa parte dell'Eden. I sogni dei giardini dell'Europa orientale nel 18° e 19° secolo – il Fürst-Pückler-Park Bad Muskau, il parco Mużakowski. Documentario, Germania, 2015, 52 min., Scritto e diretto da Matthias Schmidt, Presentatore: Wladimir Kaminer, Produzione: telekult, MDR, arte, Serie: Diesseits von Eden, Prima trasmissione: 5 luglio 2015 su arte, Sinossi.
- Tesori del Mondo – Patrimonio dell'Umanità. Il Fürst-Pückler-Park a Bad Muskau. Documentario, Germania, 2005, 14:45 min., scritto e diretto da Eva Witte, prodotto da SWR, serie: Tesori del Mondo – Patrimonio dell'Umanità, prima trasmissione: 15 gennaio 2006 su 3sat, sinossi e video online da SWR.